# Bolo (Mada Pangga)
Bolo is een bestuurslaag in het regentschap Bima van de provincie West-Nusa Tenggara, Indonesië. Bolo telt 3151 inwoners (volkstelling 2010).